# Leonid Witaljewitsch Sobinow

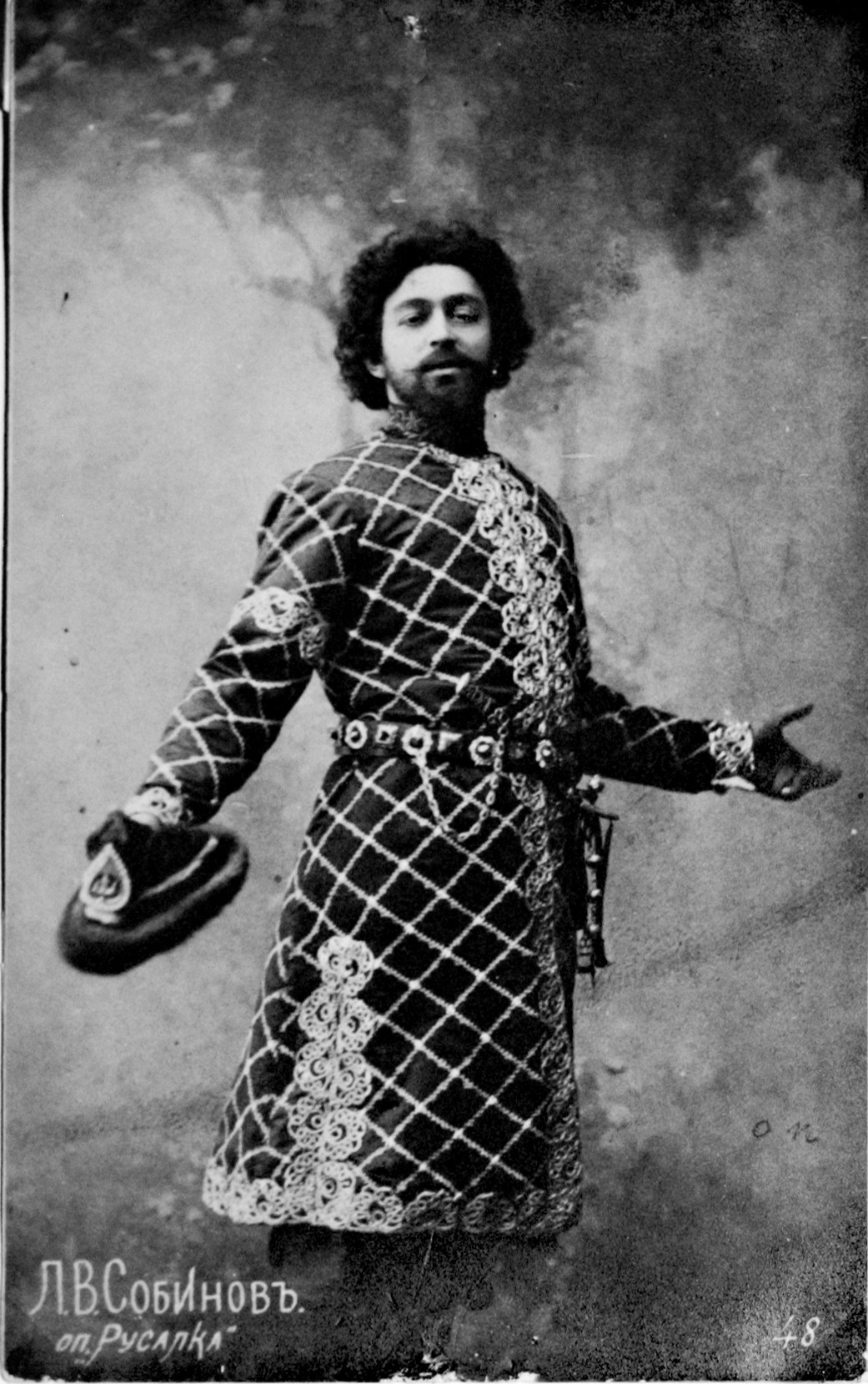
Leonid Sobinow in einer Rolle in der Oper Rusalka, Anfang des 20. Jh.

Leonid Witaljewitsch Sobinow, auch Leonid Witaljewitsch Sobinoff, russisch Леонид Витальевич Собинов, wiss. Transliteration Leonid Vitalʹevič Sobinov (* 26. Maijul. / 7. Juni 1872greg. in Jaroslawl; † 14. Oktober 1934 in Riga) war ein russischer Opernsänger (Tenor).

## Leben

Sobinow-Denkmal in Jaroslawl

Sobinow war Sohn eines Jaroslawler Kaufmanns. Im Alter von 18 Jahren zog er nach Moskau und studierte dort zunächst Rechtswissenschaft an der Lomonossow-Universität. Parallel zu diesem Studium, das Sobinow 1894 absolvierte, nutzte er seine musikalische Begabung und nahm an einem studentischen Chor teil, seit Ende 1892 studierte er Gesang an der Moskauer „Schule der Philharmonie“. Während dieser Zeit trat Sobinow bereits erfolgreich mit einer italienischen Operntruppe auf. 1897 schloss er die Ausbildung ab und durfte bereits kurze Zeit später auf der Bühne des Moskauer Bolschoi-Theaters auftreten. Er sang dabei vor allem bekannte Lyrische Tenor-Partien, so unter anderem die Rolle des Lenski in Tschaikowskis Eugen Onegin, des Fürsten in Dargomyschskis Russalka oder des Pseudodimitri in Mussorgskis Boris Godunow. Auf der Bolschoi-Bühne trat Sobinow auch gemeinsam mit dem berühmten Bassisten Schaljapin in Gounods Faust auf.
1901 debütierte Sobinow in der damaligen russischen Hauptstadt Sankt Petersburg. Im Laufe der 1900er-Jahre gab er zahlreiche Gastspiele in mehreren Ländern Europas und war von 1904 bis 1906 im Mailänder Teatro alla Scala engagiert. 1909 kehrte er nach Moskau zurück und sang wieder auf der Bolschoi-Bühne. 1917–1918 sowie ab 1921 war er auch Intendant des Bolschoi-Theaters. 1923 wurde Sobinow mit dem Ehrentitel Volkskünstler der RSFSR ausgezeichnet. Auf der Opernbühne trat er bis 1933 auf; zuletzt war er als stellvertretender Leiter der Kunstabteilung des Opernstudios Stanislawski tätig.
Sobinows Grabmal befindet sich auf dem Friedhof des Neujungfrauenklosters in Moskau. Nach Sobinow wurden zahlreiche Straßen in Russland sowie unter anderem das Konservatorium in der Stadt Saratow benannt. Ende 2007 wurde in seiner Heimatstadt Jaroslawl ein Denkmal mit einer lebensgroßen Skulptur des Sängers aufgestellt.
Der  Asteroid  4449 erhielt 1987 seinen Namen.